# 사모아 탈라
사모아 탈라(사모아어: Samoa tālā)는 사모아의 통화이다. 1 탈라는 100 세네로 나뉜다. 사모아어로 이 이름들은 영어로 달러와 센트와 같은 뜻이다.
탈라는 1967년에 도입되었다. 그 전 사모아는, 서사모아 파운드 지폐와 뉴질랜드 동전을 사용하였다. 탈라는 2 탈라 = 1 파운드 의 비율로 대체되었고 뉴질랜드 달러와 가치가 같았다. 1975년까지, 탈라는 뉴질랜드 달러와 같은 비율에 머물렀다.
탈라의 기호는 'WS$'가 일반적으로 사용된다, 하지만 SAT, ST와 T 또한 사용되고 있다. 때때로 달러 기호 앞에 "tala"를 붙인다. $100 탈라가 그 예이다.

## 동전
1967년, 1, 2, 5, 10, 20, 50 세네 동전이 도입되었다. 청동으로 만들어진 1, 2세네 동전을 제외하고, 이 동전들은 백동으로 만들어졌다. 알루미늄 청동으로 만들어진 1 탈라 동전은 1984년에 도입되었다.
물가상승으로 10세네 미만의 단위는 거의 취급하지 않고 있다.

## 지폐
1967년, 서사모아 은행(Bank of Western Samoa)은 1, 2, 10 탈라 지폐를 도입하였다. 5 탈라 지폐는 1980년 서사모아 금융통화위원회(Monetary Board of Western Samoa)가 지폐 발행권을 가졌을 때 추가되었다. 1984년, 1 탈러 지폐는 동전으로 대체되었고 20 탈라 지폐가 추가되었다. 1985년, 사모아 중앙은행(Central Bank of Samoa)는 처음으로 2, 5, 10, 20 탈라 지폐를 발행했다. 50, 100 탈라 지폐는 1990년에 도입되었다. 폴리머 지폐인 2 탈라 지폐도 또한 1990년에 도입되었다. 새 5~100 탈라 종이 지폐는 2005년 말에 도입되었다. 2008년 8월 1일에 사모아 중앙은행은 새 지폐 시리즈인 5 탈라에서 100 탈라 지폐를 폴리머로 발행했다.

## 같이 보기
- 사모아의 경제
- 오스트레일리아 달러
- 미국 달러
- 뉴질랜드 달러